# Хлібний пудинг

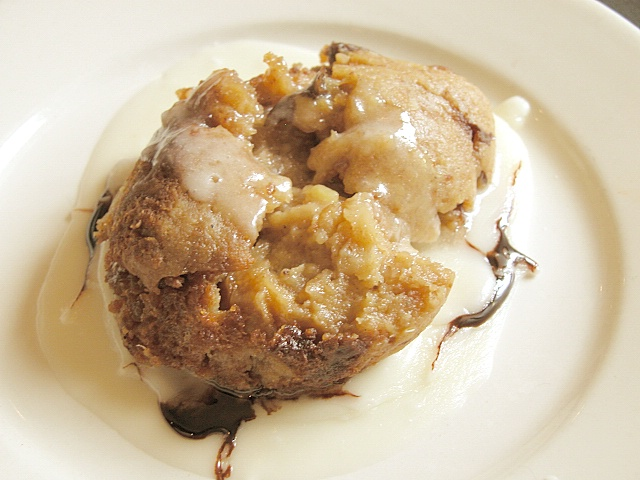
Креольський хлібний пудинг із соусом з ванільного віскі з ресторану Pampy's у Новому Орлеані, штат Луїзіана

Хлібний пудинг (англ. bread pudding) — популярна в кухнях багатьох країнах випічка на основі хліба. Пудинг готують із черствого хліба та молока або вершків; зазвичай також містить яйця, рослинну олію або вершкове масло і, залежно від того, солодкий або пікантний пудинг, багато інших інгредієнтів. У солодких хлібних пудингах можна використовувати цукор, сироп, мед, сухофрукти, горіхи, а також такі спеції, як кориця, мускатний горіх, мускат або ваніль. Хліб просочують рідиною, змішують з іншими інгредієнтами та випікають у формі. Після приготування хлібний пудинг вибивається з форми, розрізається на порції і часто подається теплим, з соусом або при бажанні з печеними фруктами.
Несолодкі, гострі або пікантні пудинги можна подавати як основну страву, а солодкі пудинги зазвичай їдять як десерт.

## Історія
Історики припускають, що століття тому зазвичай не викидали старий сухий хліб, а замочували його в молоці, а потім переробляли на зразок пудингу або готували як солодкі грінки. За давніх часів хліб пекли набагато рідше, ніж сьогодні, і тоді він рідко був м'яким за консистенцією. Щоб його з'їсти, черствий коржик потрібно було нарізати і вмочити в молоко або суп. Хлібний пудинг був одним із класичних способів використання залишків їжі.
В англійській кулінарній книзі XVIII століття «Досконала домогосподарка» (The Compleat Housewife) є два рецепти запеченого хлібного пудингу. Перший названий «Пудинг із хліба з маслом для пісних днів». Для приготування пудингу форму для запікання вистилають листковим тістом, кладуть шарами скибочки батона, що чергуються, з маслом, родзинками і смородиною, шматочками масла. Заливають загуслими, пряними вершками та апельсиновою водою, і запікають у духовці. Є й інший варіант страви, більш простий, без спецій та сухофруктів.

## Регіональні відмінності
У Бельгії, особливо в Брюсселі, хлібний пудинг печуть з коричневим цукром, корицею, черствим хлібом та родзинками або яблуком.
У Канаді хлібний пудинг іноді готують з кленовим сиропом.
У Гонконзі хлібний пудинг зазвичай подають із заправкою з ванільного крему.
У Угорщині його називають «Máglyarakás» (буквально «вогнище»), яке запікають зі збитими яєчними білками зверху.
У Малайзії хлібний пудинг їдять із заварним кремом.
Brotpudding, Semmelauflauf Semmelschmarren або Serviettenkloß, був давно відомий і широко поширений у кількох регіонах Німеччини. У Мекленбурзі-Передній Померанії чорний хліб використовується для приготування пудингу з чорного хліба (Schwarzbrotpudding).
У Пуерто-Рико є багато варіантів хлібного пудингу. З плавленим сиром, з цедрою лайма та гуавою або із солодким кокосом і бананом, з ромовими родзинками, мабуть, найпопулярніший. Хлібний пудинг завжди готують із різними спеціями. Пудинг із пуерториканського хліба готується так само, як і крем-карамель: карамель виливається у форму для випічки, а потім зверху виливається суміш для пудингу. Форму для запікання поміщають на водяну лазню, а потім у духовку.

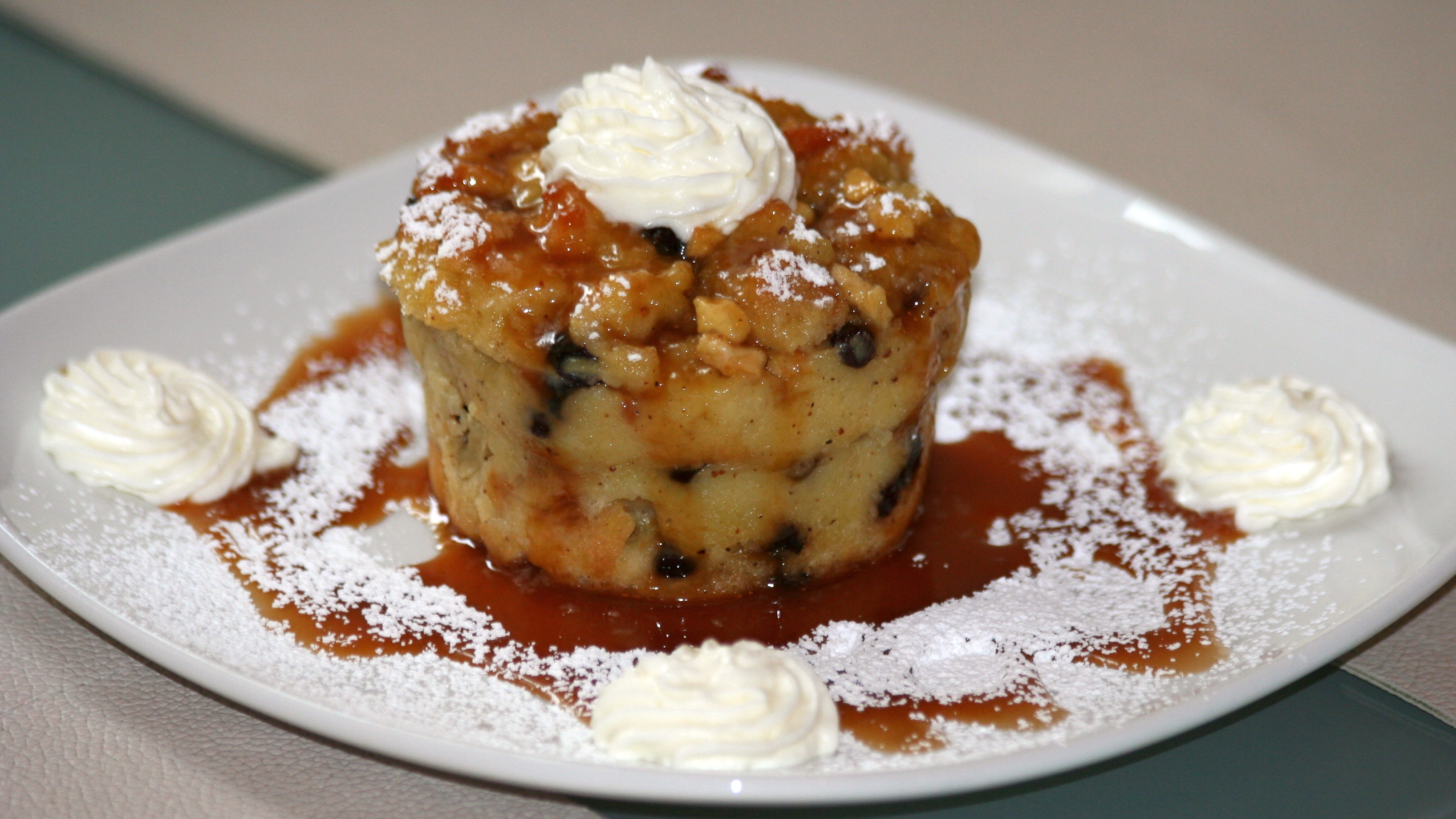
Хлібний пудинг у ресторані Quarter у Хармоні, Міннесота

У Сполучених Штатах, особливо в Луїзіані, хлібні пудинги зазвичай солодкі і подаються як десерт з якимось солодким соусом, таким як соус з віскі, ромовий соус або карамельний соус, але зазвичай посипають цукром і їдять теплими, нарізані квадратами або скибочками. Іноді хлібний пудинг подають теплим зі збитими вершками або кулькою ванільного морозива.
В Аргентині, Парагваї та Уругваї хлібний пудинг відомий як «budín de pan».
У Бразилії хлібний пудинг відомий як «pudim de pão».
У Панам хлібний пудинг відомий як «mamallena»
На «Арубі» хлібний пудинг відомий як «pan bolo».
На Кубі хлібний пудинг відомий як «pudín de pan», і багато хто подає його з мармеладом з гуави..
У Чилі хлібний пудинг відомий як «colegial» або «budín de pan»..
На Філіппінах популярний пудинг із бананового хліба.
У Мексиці є схожа страва, яку їдять під час Великого посту, звана капіротада (capirotada) з хліба, родзинок, горіхів та різних спецій, цей пудинг подають під шаром плавленого сиру.
У Сполученому Королівстві волога версія торту Нельсон, що сама по собі є хлібним пудингом, отримала прізвисько «Мокра Неллі» (Wet Nelly).